# Spermophilus major
La ardilla de tierra roja (Spermophilus major) es una especie de roedor esciuromorfo de la familia Sciuridae.

## Distribución
Se encuentran en Kazajistán y Rusia.

## Hábitat
Su hábitat natural son las praderas templadas

## Estado de conservación
Se encuentra amenazada de extinción por la pérdida de su hábitat natural.